# بنیاد ملی بازی‌های رایانه‌ای
بنیاد ملی بازی‌های رایانه ای نهاد متولی بازی‌های رایانه‌ای و ویدئویی در ایران است. این بنیاد بر اساس مصوبه ۵۸۴ شورای عالی انقلاب فرهنگی مورخ ۹ خرداد ۱۳۸۵ بنیانگذاری شد و از سال ۱۳۹۰ کلیه امور مربوط به حوزه بازی‌های رایانه‌ای، به آن واگذار شده است. بنیاد در همین سال «انستیتو ملی بازی‌سازی» را جهت آموزش نیروی متخصص بازی‌سازی در ایران، از تاریخ ۲۸ آبان راه‌اندازی کرد. مدیرعامل این بنیاد در حال حاضر محمد حاجی میرزایی است.
از شهریورماه ۱۳۹۰ کار نظارت بر بازار بازی‌های دیجیتال در ایران به مدت شش ماه بر عهده این بنیاد بود ولی پس از آن ستاد صیانت از آثار فرهنگی این وظیفه را بر عهده گرفت، پس از منحل شدن این ستاد، بنیاد ملی بازی‌های رایانه ای در ۸ آذر ۱۳۹۳ دوباره وظیفه شناسایی و نظارت بر بازی‌های دیجیتال غیرمجاز را در حکمی از وزیر ارشاد فرهنگ واسلامی به‌طور رسمی برعهده گرفت.

## نام و نوع بنیاد
بنیاد ملی بازی‌های ویدئویی زیرنظر وزارت فرهنگ و ارشاد اسلامی است. بنیاد ملی بازی‌های رایانه ای مؤسسه‌ای فرهنگی، هنری، غیرانتفاعی، غیردولتی و ایرانی است که شخصیت حقوقی مستقل دارد و ساختمان آن در شهر تهران واقع در خیابان مفتح شمالی است.

## وظایف بنیاد
- تهیه و تنظیم راهبردها و سیاست‌ها در زمینه بازی‌ها دیجیتال جهت ارائه به شورای عالی انقلاب فرهنگی.[۶]
- برنامه‌ریزی و طراحی کلان در زمینه این بازی‌ها در ابعاد مختلف تفریحی، آموزشی و کمک آموزشی.[۷][۸]
- تدوین سیاست‌های حمایتی و تشویقی در زمینه تهیه، تولید، واردات، صادرات و توزیع بازی‌های دیجیتال توسط بنیاد و بخش خصوصی به منظور ارائه به شورای عالی انقلاب فرهنگی و تعریف سیاست‌های مناسب برای مقابله با بازی‌های مضر و مخرب.[۹]
- استفاده از ظرفیت‌های داخل و خارج از کشور به منظور رشد و ارتقاء صنعت بازی‌های دیجیتال.[۱۰]
- تدوین استانداردهای لازم جهت بررسی کمی و کیفی واردات و صادرات محصولات بازی‌های دیجیتال.
- تلاش در راستای تأمین حقوق مادی و معنوی تولیدکنندگان و مصرف‌کنندگان بازی‌های دیجیتال.[۱۱]
- برنامه‌ریزی و حمایت از اجرای دوره‌های آموزشی و پژوهشی موردنیاز با هدف تقویت مبانی نظری، علمی و کاربردی اسلامی و ایرانی در حوزه بازی‌های دیجیتال.[۸][۱۲]
- ایجاد زمینه برای رشد و شکوفایی خلاقیت‌های جوانان در صنعت سرگرمی و بازی.[۱۳]
- برگزاری، حمایت و شرکت در همایش‌ها، جشنواره‌ها و بازی‌های ملی، منطقه‌ای و جهانی.[۱۴][۱۵]
- ایجاد زمینه جهت رقابت‌های علمی، فنی، فرهنگی و هنری میان دست‌اندرکاران فعال در صنعت سرگرمی و بازی به منظور ارتقا و رشد کمی و کیفی این صنعت.[۱۶]
- تلاش در جهت توسعه همکاری‌های بین‌المللی به ویژه با کشورهای اسلامی در زمینه صنعت بازی‌های دیجیتال.[۱۷]

## هیئت امنا
هیئت امنای بنیاد متشکل از نه نفر است که عبارتند از:
1. وزیر فرهنگ و ارشاد اسلامی (رئیس هیئت امناء)
2. معاون امور سینمایی و سمعی و بصری وزارت فرهنگ و ارشاد اسلامی
3. معاون ذی‌ربط سازمان صدا و سیما
4. رئیس کانون پرورش فکری کودکان و نوجوانان
5. معاون ذی‌ربط وزارت آموزش و پرورش
6. معاون ذی‌ربط سازمان تبلیغات اسلامی
7. دبیر شورای عالی اطلاع‌رسانی
8. یک نفر کارشناس فرهنگی ـ هنری آشنا به بازی‌های رایانه‌ای به انتخاب شورای هنر
9. یک نفر متخصص در بازی‌های رایانه‌ای به پیشنهاد وزیر علوم، تحقیقات و فناوری

تبصره: اعضای هیئت امنا به مدت سه سال و با پیشنهاد بالاترین رده سازمانی ذی‌ربط و با حکم وزیر فرهنگ و ارشاد اسلامی منصوب می‌گردند.

## هیئت مدیره
هیئت مدیره بنیاد مرکب از پنج نفر است (۳ نفر عضو موظف و ۲ نفر عضو غیرموظف) که به پیشنهاد رئیس هیئت امناء و تصویب هیئت امناء انتخاب می‌شوند.
اعضا هیئت مدیره در نخستین نشست رسمی از بین خود یک نفر را به عنوان رئیس هیئت مدیره به مدت ۳ سال تعیین خواهند کرد.
انتخاب یک فرد به عنوان رئیس هیئت مدیره و مدیرعامل و نیز انتخاب مجدد آن‌ها بلامانع می‌باشد
رئیس هیئت امناء حکم اعضای هیئت مدیره و رئیس هیئت مدیره را صادر می‌کند.

## بخش پژوهش بنیاد
واحد پژوهش بنیاد ملی بازی‌های رایانه‌ای که تحت نام DIREC فعالیت خواهد کرد، قرار است به تحقیق و گرفتن گزارش‌ها مختلف در صنعت بازی‌های دیجیتال در کشور بپردازد. هدف اصلی این مرکز استخراج، تبیین و تحلیل داده‌ها در سطح ملی و بین‌المللی از صنعت بازی‌های دیجیتال است.

### نمایشگاه و جشنواره
| نام                                    | سال برگزاری |
| -------------------------------------- | ----------- |
| نخستین جشنواره بازی‌های رایانه‌ای تهران  | ۱۳۹۰        |
| دومین جشنواره بازی‌های رایانه‌ای تهران   | ۱۳۹۱        |
| سومین جشنواره بازی‌های رایانه‌ای تهران   | ۱۳۹۲        |
| چهارمین جشنواره بازی‌های رایانه‌ای تهران | ۱۳۹۳        |
| پنجمین جشنواره بازی‌های رایانه‌ای تهران  | ۱۳۹۴        |

## انستیتو ملی بازی‌سازی
انستیتو ملی بازی‌سازی، یک مرکز تخصصی در زمینهٔ آموزش‌های بازی‌سازی و هنرهای دیجیتال است که در زمینهٔ تولید و عرضهٔ بازی‌های رایانه‌ای فعالیت خود را از آذر ماه ۱۳۹۰ زیر نظر بنیاد ملی بازی‌های رایانه‌ای آغاز کرده است. این مرکز، دارای سه بخش‌های فنی، هنری و طراحی بازی است که در هر کدام در زمینهٔ تخصص خود خدمات آموزشی ارائه می‌دهند.
این مرکز علاوه بر برگزاری دوره‌های آموزشی تخصصی، از سال ۱۳۹۸ اقدام به برگزاری بوت کمپهای بازیسازی (اردوهای استعدادیابی) در کل کشور مخصوصاً در مناطق محروم نموده است.

### برگزاری گیم‌جم‌های داخلی و خارجی
به‌طور معمول هر ساله، گیم‌جم‌های داخلی و خارجی یک تا چهار روزه با موضوعات مختلف برگزار می‌شود که در طی آن تیم‌های بازی‌ساز به رقابت با یکدیگر می‌پردازند. در همین راستا، انستیتوی ملی بازی‌سازی هم در طول فعالیت خود میزبان تیم‌های بازی‌سازی شده است که تمایل به شرکت در این گیم‌جم‌ها داشته‌اند. از سوی دیگر برخی از این گیم‌جم‌ها هم توسط خود انستیتو ترتیب داده شده است. از گیم‌جم‌های موفق داخلی می‌توان از گیم‌جم بزرگ مشهد موسوم به FUMGAMEJAM یاد کرد و همچنین گیم‌جم خلیج فارس، گیم‌جم شب یلدا و گیم جم آزادسازی خرمشهر و از گیم‌جم‌های خارجی می‌توان به Global Game Jam و Ludum Dare اشاره کرد.

### مرکز رشد بازی‌سازی
تقریباً هم‌زمان با تأسیس انستیتوی ملی بازی‌سازی، مرکز رشد بازی‌سازی هم تأسیس و پذیرای متقاضیان ساخت بازی‌های رایانه‌ای شد. این مرکز با در اختیار قرار دادن امکانات به تیم‌های مستقل، به این تیم‌ها برای به انجام رساندن ایده‌های بازی‌سازی خود کمک می‌کند. در طول مدت فعالیت این مرکز بیشتر از ۴۰ تیم مختلف از امکانات آن بهره برده و ایده‌های خود را به بازی‌های باکیفیت مبدل ساخته‌اند.
این مرکز مجوز خود را از وزارت علوم دریافت کرده است.